# Schade door weerkaatsing
De schade door weerkaatsing (of 'genegenheidsschade') is in het Belgische aansprakelijkheidsrecht de morele schade die de verwanten lijden door het aanzien van het leed en de pijn van het slachtoffer. Als een slachtoffer bijvoorbeeld in coma verkeert, kan zijn vrouw/man daar een vergoeding voor krijgen. Voor schade door weerkaatsing of genegenheidsschade komen praktisch alleen de met het slachtoffer samenwonende verwanten in aanmerking. Zij wordt meestal alleen bij zwaar blijvend letsel in aanmerking genomen (bijvoorbeeld in geval van blindheid, verlamming, amputatie of zware brandwonden). 
De indicatieve tabel geeft hieromtrent geen concrete cijfers. Zij zegt wel dat het moet gaan om uitzonderlijke pijnen. Er wordt een vergoeding toegekend wanneer het slachtoffer in levensgevaar of coma verkeert, zodat
de toestand uiterst zorgwekkend is. Ook de situatie waarin naastbestaanden verkeren die dagelijks en
langdurend geconfronteerd worden met een ernstige blijvende psychische, fysieke of mentale aftakeling
van het slachtoffer geeft recht op deze vergoeding. Deze vergoeding wordt toegekend vanaf het
moment dat de familieband niet meer normaal kan worden beleefd (indicatieve tabel, randnummer 43).
In de rechtspraak worden vergoedingen van 123,95 euro tot 74.368,06 euro aangetroffen. Er werd opgemerkt dat in het Franstalige landsgedeelte van België (Wallonië) de reflex om 'genegenheidsschade' toe te kennen groter is. Ook de omvang van de toegekende schade vergoeding zou groter zijn. 
De omvang van de schadevergoeding wordt beïnvloed door tal van factoren, o.a. door de leeftijd van het slachtoffer en de intensiteit van de verzorging. Zo zal soms de vergoeding die toegekend wordt aan een moeder, die instaat voor de verzorging van haar 100 % invalide kind, hoger zijn dan deze toegekend aan de vader van het kind, die zich beroepshalve minder aan de zorg van het kind kan wijden.

## Bron
- Van Bosstraeten, W. (2009) Verkeerszakboekje, Mechelen, Kluwer, blz. 176. )